# Société anonyme du chemin de fer de Montpellier à Cette
La Société anonyme du chemin de fer de Montpellier à Cette construisit et exploita un chemin de fer entre les deux villes, concédé le 9 juillet 1836, première voie ferrée non industrielle du midi de la France.
Contrairement aux compagnies de chemins de fer antérieures, principalement à vocation minière (Saint-Étienne — Andrézieux - 1824, Saint-Étienne — Lyon - 1826, Andrézieux-Roanne - 1829, Épinac - 1830, La Grand-Combe-Beaucaire - 1836, Abscon - 1835) ou de « vitrine » (ligne test) (Paris-Saint-Germain – 1835), le chemin de fer entre Montpellier et Sète représente une tierce formule ; « …la soudure de deux agglomérations dont l’activité se conjugue et se complète. ».
Le Montpellier-Sète a pour ambition de relier une ville commerciale de longue tradition, Montpellier qui ne veut pas se laisser concurrencer par sa voisine Nîmes, et son débouché naturel Sète, port en devenir qui voudrait faire jeu égal avec Marseille.
En ce sens, ce chemin de fer s’apparente à ceux concédés l’année suivante en 1837 ; Bordeaux-La Teste et Mulhouse-Thann.
Construit à l’économie et géré parcimonieusement, ses résultats financiers, malgré un trafic croissant, ne lui permirent cependant pas d’assurer sa survie et il fut finalement intégré à un groupe ferroviaire plus puissant.

## Contexte
Au début de la Monarchie de juillet, la ville de Montpellier, riche de ses banques et de ses maisons de commerce, est le centre économique d’une vaste région débordant le simple cadre départemental. Les milieux d’affaires montpelliérains se sont donné comme but de rétablir l’ordre des relations commerciales d’antan avant que la ville n’ait été reléguée au simple rang de chef-lieu de département après avoir été capitale provinciale. Dans cette perspective, Sète, faubourg de Montpellier, sera utilisée au profit des intérêts régionaux de Montpellier.
On entrevoit un arc ferroviaire sur le pourtour languedocien de Sète à Beaucaire, prolongé au-delà vers Marseille.

## Origine
En 1833, l’attribution de la concession du Chemin de fer d’Alès à Beaucaire suscite les premiers débats montpelliérains en faveur d’une ligne ferroviaire entre Montpellier et Sète. Une réunion de « propriétaires, négociants et capitalistes » de la ville sollicite l’administration pour obtenir un crédit couvrant les frais d’études de ce projet.
Face à la réponse négative de l’administration, ce groupe de réflexion ne se décourage pas et, à l’initiative du banquier Garnier, ouvre en juillet 1834 une souscription pour assurer le financement des études.
Parallèlement, ce groupe de réflexion se constitue en une « Société des études du chemin de fer de Montpellier à Cette ». Chaque membre verse une cotisation de 100 F.
Le bureau de la société comprend des industriels, des négociants et des banquiers ; Arthur Roche, entrepreneur en travaux publics, Bérard aîné, Paulin Deshaures Farel, négociant et conseiller général, Bros de Puechredon et Garnier fils, banquiers, ainsi que Jules Allier fils. Outre le bureau, la société comprend les banquiers Lichtenstein et Vialars, deux membres du Monopole (société ayant pris à ferme les salins de Sète en 1830) et le préfet de l’Hérault Achille Bégé,.
La société se met en relation avec Mellet, d’autant qu'Allier fils est le fondé de pouvoir du bureau d’études « Mellet et Henry ». Virenque, libraire et membre de la Société, est envoyé par celle-ci à Saint-Étienne solliciter l’avis de Mellet qui est originaire de la région,.
Se déplaçant à Montpellier, Mellet entreprend les premières mesures sur le terrain et envisage un tracé, dont les plans seront remis en novembre 1836, puis rédige son rapport favorable au chemin de fer dont il estime le coût à 1 750 000 F. Entre-temps, Arthur Roche, Bérard aîné, Paulin Farel, Bros, Garnier fils et Allier fils approfondissent les études sur les mouvements de circulation entre les deux villes.

## Justification
En 1839, Montpellier compte 36 000 habitants et Sète, 5e port français, 14 000. Après les effets de la Révolution et des guerres napoléoniennes, Montpellier a retrouvé son activité passée (commerce, armement naval, banque) ajoutant de nouvelles sources de richesse avec le progrès de la vigne et le commerce du vin et des eaux-de-vie. Elle est reliée à Sète par la route ainsi que par les canaux du Lez et des Etangs.
Le transport par route prend 3 heures. Grâce au chemin de fer, cette durée peut être réduite des deux tiers soit environ 50 min.
Aux yeux de ses initiateurs, le chemin de fer se justifie par les liens commerciaux traditionnels entre Montpellier et le port de Sète. Il assurera le développement du port de Sète et en retour favorisera la place commerciale montpelliéraine
Il faut y voir également une raison politique ; la volonté de créer ce chemin de fer est une incitation à l’égard du gouvernement de s’intéresser à la situation géographique privilégiée du port de Sète à la conjonction de deux canaux (du midi et de Beaucaire à Sète) et point de départ des liaisons maritimes vers Barcelone et Marseille.
En définitive, le chemin de fer offre une complémentarité à la voie maritime et à la voie fluviale.
Le trafic est estimé (sur la base des mouvements en 1831-1832) à 20 voitures de voyageurs et deux cents charrettes portant 300 tonnes. En 1838, on recense en moyenne journalière le passage de 1728 chevaux. La voie ferrée pourra prendre en charge, à Frontignan, les grains et farines transportés par le canal ainsi que du vin tout le long de la ligne. Des embranchements sont prévus pour desservir les salines de Villeneuve et Frontignan.
Enfin, la plateforme de la ligne en remblai participera à la mise en valeur des marais.
La ligne s’inscrit dans un projet de communication plus vaste vers Agde et Béziers, avec embranchement vers Pézenas, ou vers Nîmes, Alès, Beaucaire et Marseille, par le canal de Bouc. Mais ces projets n’aboutiront pas dans l’immédiat.
La ligne ne va pas sans porter préjudice à certains intérêts, notamment ceux des « petits propriétaires qui emploient, dans certaines saison de l’année, leurs chevaux à un roulage de localité… ».

## Concession
Fort du rapport de Mellet et de ses propres études, la Société, représentée par Allier fils, dépose le 22 avril 1835 une demande de concession.
Une commission d’enquête est désignée par le préfet le 26 juillet 1835, présidée par Zoé Garnier, maire de Montpellier, député de l’Hérault, et principal industriel du département.
Les rapporteurs devant la commission sont Albert de Cazalis de Fondouce, colonel d’artillerie et syndic des Salines de Villeneuve, et Roméo Pouzin, polytechnicien professeur à l’École de pharmacie. La commission préconise, le 7 décembre 1835, d’accorder la concession à la Société à l’origine du projet. Elle estime le coût à 1 900 000 F.
Mais contrastant avec l’enthousiasme originel, les capitalistes de Montpellier hésitent maintenant à l’exécution du chemin de fer. Les 2 à 3 millions nécessaires ne peuvent être rassemblés même auprès des banquiers appartenant à la Société des Études.
Le 6 janvier 1836, la Société des Études cède son droit de priorité à « Mellet et Henry » qui constitue une société en commandite dont ils sont les gérants et à laquelle sont invités à se joindre les souscripteurs à la Société.
Entre-temps, les modalités d’attribution des concessions de chemin de fer (de plus de 20 km) est modifiée ; il faut dorénavant une loi. (antérieurement il fallait une ordonnance).
La loi du 9 juillet 1836, à laquelle est joint un cahier des charges, accorde la concession à « Mellet et Henry » pour 99 ans qui s’engagent à construire le chemin de fer dans un délai de trois ans à compter de la date d’octroi de la concession.
Le cahier des charges est calqué sur celui du chemin de fer d'Alais aux mines de la Grand'Combe en le complétant de dispositions particulières. Pour la première fois, le cahier des charges impose « l’obligation de brûler la fumée des locomotives. » (art. 33 additionnel). De même, est prévue, après une période de cinquante ans, une diminution graduelle du tarif (art. 34).
Les concessionnaires disposent d’un an pour commencer les travaux et doivent justifier d’un fonds social de 2 600 000 F. Cependant, ils ne parviennent pas à réunir cette somme sans doute du fait du discrédit de l’échec de leur Andrézieux-Roanne mis en liquidation en avril 1836. La date butoir de début des travaux approchant, ils rétrocèdent le 26 mars 1837 leur concession, sous peine d’en être déchus, contre la somme de 125 000 F.
Les repreneurs sont des capitalistes parisiens, emmenés par le baron Frédéric de Mecklembourg, associés à un constructeur anglais de chemin de fer, Thomas Brunton. Une société en commandite, dénommée Thomas Brunton & Cie, est formée le 26 mars 1837 pour la reprise de la concession, qui dispose d’un fonds social de 3 000 000 F réparti en 6 000 actions de 500 F. Cette société passe avec Brunton un marché à forfait pour la construction en 18 mois de la ligne moyennant la somme de 2 600 000 F.
La commandite se transforme en société anonyme le 4 juillet 1838 et prend le nom de Société anonyme du chemin de fer de Montpellier à Cette.
Progressivement, les repreneurs écartent les initiateurs montpelliérains jusqu’à les exclure.

## Tracé
La ligne est longue de 27,500 km, ou six lieues ¾ de Poste.

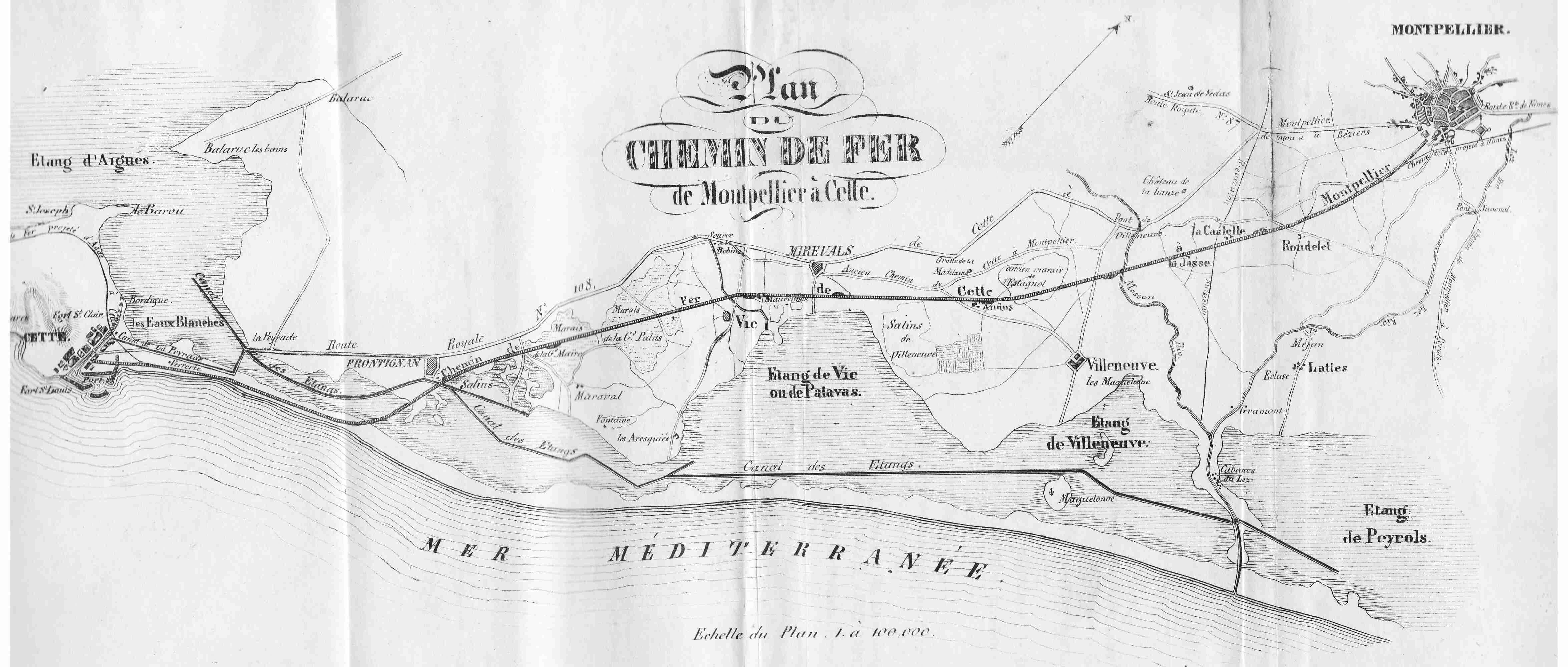
Carte du chemin de fer Montpellier Cette en 1839

Au départ de Montpellier, après la sortie de la gare, la voie s’engage dans la tranchée de Saint-Martin-de-Prunet puis traverse la campagne montpelliéraine. Elle traverse la butte de Cholet et arrive à La Castelle qu’elle passe par une tranchée avant d’en rejoindre un autre, celle de la Jasse de Maurin percée dans la roche. La voie débouche sur la vallée de la Mosson qu’elle traverse en remblai équipé d’un pont en pierre de cinq arches pour franchir la route royale de Cette. Après la station de Villeneuve, la voie s’engage dans une tranchée profonde. Elle délaisse ensuite sur la gauche le Mas d’Andos puis se dirige vers Mireval. La voie aborde l’étang de Vic et franchit le canal de la Robine à Vic au moyen d’un pont mobile pour laisser passage aux barques. Elle traverse maintenant les marais de Palus et de la Grand-Maïre. La voie gagne Frontignan puis se dirige vers Sète en passant le canal des Etangs franchi par un pont. Elle court ensuite sur le sable entre la mer et l’étang puis longe la route royale et arrive à Sète.

## Travaux
Les acquisitions de terrain se font rapidement, principalement à l’amiable sans les formalités d’expropriation à l’exception de deux parcelles.
Brunton commence les travaux sans attendre l’approbation définitive du tracé qui intervient le 4 octobre 1837, à l’exception des grands ouvrages d’art ; le pont sur la Mosson, le pont mobile sur le canal de Vic et le pont fixe sur le canal des Étangs. Il entreprend malgré tout leur construction en justifiant sa précipitation par le délai de 18 mois fixé pour la construction de la ligne et surtout avec l’espoir d’une mise en service le plus tôt pour recueillir les fruits de son investissement.
Il envisage la mise en service pour l’ouverture de la saison des bains de mer, mais un arrêté préfectoral du 10 janvier 1838 lui enjoint de suspendre les travaux sur les ouvrages d’art.
Pour limiter encore les dépenses, Brunton ne respecte pas complètement les prescriptions du cahier des charges ; non réalisation de fossés le long de la voie, dans plusieurs stations les voies d’évitement sont longues de 80 m au lieu de 800 m, la voie est dépourvue de ballast.
Lors de la remise des travaux, Brunton invoque un dépassement du devis lié à des modifications du tracé pour demander un supplément à son forfait ; sur une réclamation de 360 000 F, la société concessionnaire lui offre 150 000 F qu’il accepte. Finalement, Brunton aura dépensé 2 750 000 F pour la construction de la ligne.
La ligne, à voie unique est équipée de rails (20 kg/m) et coussinets des forges de MM Drouillard, Benoist et Cie.
Parmi les ouvrages d’art, on compte :
- les ponts routiers de Leyris, de Lattes et de Villneuve,
- les viaducs de Plantade et Frontignan,
- les ponts ferroviaires de l’Antissargues, de Montels, de Rieucoulon et de la Mosson,
- le pont-levis de la Roubine de Vic pour laisser le passage aux bateaux,
- le pont sur le canal des Étangs.

La gare de Montpellier, située au faubourg de la Saunerie, est composée de deux bâtiments distincts ; à droite celui destiné au public avec deux salles d’attente (une pour les voyageurs en berlines et diligences, l’autre pour ceux des omnibus ou wagons), le bureau des recettes et des bagages ; à gauche, celui de l’administration et du logement du directeur. En sortant du bâtiment voyageur, et au son d’une cloche donnant le signal du départ, on traverse une cour pour rejoindre, à droite, un « hangar », de 50 m de long sur 10 m de large et surmonté d’une horloge, pour accéder aux voitures (20 au maximum) rangées sur deux voies. À gauche de la cour, se situe le « hangar » réservé au mouvement commercial. Immédiatement après le hangar voyageur et sur le même côté, se trouvent les ateliers de réparation. À gauche en vis-à-vis la remise des locomotives.
La gare de Sète, située entre la plage et le port est encore provisoire en attendant la décision de construction du canal avec l’étang d’Aigues. Elle comprend un corps de logis dont le rez-de-chaussée est destiné aux voyageurs et le premier étage au logement du sous-directeur et de ses bureaux. Dans un petit bâtiment à angle droit, se trouve le logement du concierge et le magasin. Plus loin, une remise pour les locomotives et le matériel.
Les gares intermédiaires sont au nombre de sept à l’ouverture de la ligne, soit au départ de Montpellier :
- la Castelle (km 4,1) ; gare de croisement des convois sans bureau de voyageur,
- Villeneuve (km 7,1) ; gare d’arrêt avec bureau voyageur,
- Mas d’Andos (km 9,8) ; gare de croisement des convois sans bureau de voyageur,
- Mireval (km 12,8) ; gare d’arrêt avec bureau voyageur,
- Maureilhan (km 14,3) ; gare de croisement des convois sans bureau de voyageur,
- Puits de Salins (km 18,7) ; gare de croisement des convois sans bureau de voyageur,
- Frontignan (km 20,6) ; gare d’arrêt avec bureau voyageur.

D'une manière générale, « Les méthodes mise en œuvre [pour la construction] et l’équipement du chemin de fer témoignent d’une imprévision généralisée quant aux impératifs de l’exploitation. ».

## Inauguration
Initialement envisagée à l’été 1838, Brunton souhaite la livraison du chemin de fer pour la fin de l’année. Cependant, les vérifications opérées par l’administration en décembre 1838 s’avèrent défavorables ; à la suite d'intempéries ayant déstabilisé la plate-forme de la voie hâtivement construite, le train d’essai déraille.
Un premier train d’essai circule le 8 mars 1839 sans encombre. Mecklembourg a l’ingénieuse idée d’ouvrir exceptionnellement le chemin de fer, qui fonctionne sans problème, pour les journées électorales de mars 1839. Il renouvelle l’expérience entre le 10 et le 15 avril ; ce sont 7 244 voyageurs qui empruntent le chemin de fer pour se rendre à la foire. De même, le 31 mai 1839 pour permettre au duc de Nemours de s’embarquer à Sète (durée du trajet en 40 min). La confiance envers ce nouveau moyen de transport est retrouvée.
Finalement, grâce à l’entregent du baron de Mecklembourg auprès des autorités locales, l’ouverture du chemin de fer intervient le dimanche 9 juin 1839 avant la date limite des trois ans fixée par le cahier des charges.
Chaque jour trois trains de voyageurs et un train de marchandise parcourent la ligne dans chaque sens.

## Exploitation
Entre une exploitation peu rémunératrice du fait de sa construction défaillante et l’apport de nouveaux capitaux pour en améliorer la qualité, le conseil d’administration choisit la première solution afin de préserver ses intérêts tout en espérant, notamment à la suite de la loi de 1842 classant la ligne d’intérêt national, pouvoir obtenir du gouvernement les crédits nécessaires à sa reconstruction.

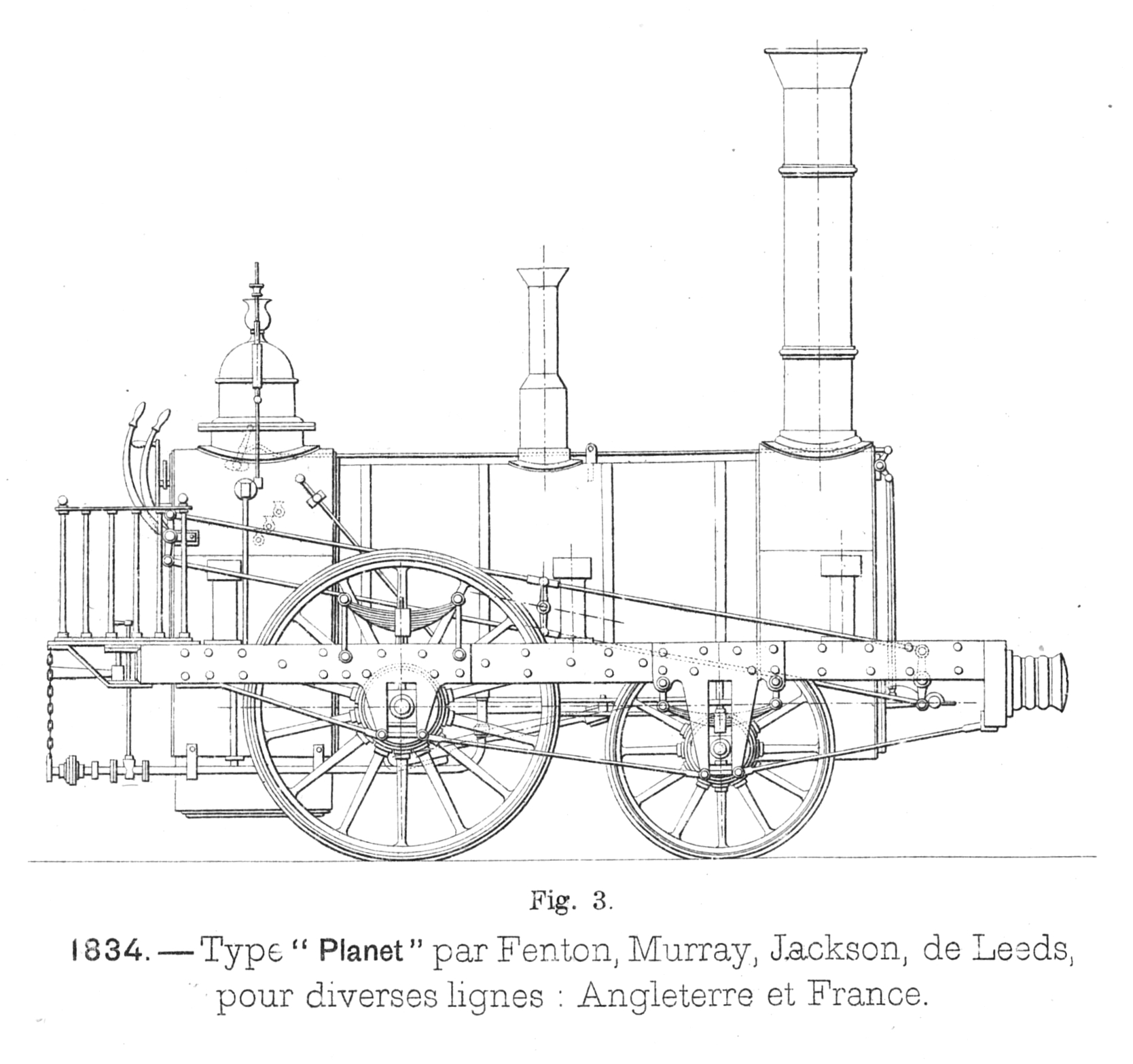
Locomotive type « Planet » par Fenton, Marrey et Jackson de Leeds

En plus des deux premières envisagées dès l’origine, la compagnie achète, pour un montant total de 80 000 F, trois locomotives supplémentaires. Les locomotives sont de type Planet, déjà ancien, et construites par Fenton, Murray & Jackson constructeurs à Leeds. Les deux premières sont livrées en octobre 1838, les trois autres en avril 1839. Elles portent le nom de « Notre-Dame-des-Tables » (patronne de Montpellier), « L’Hérault », « La Montpelliérenne », « La Cettoise » et « La Rosine ». Elles pèsent 8 tonnes et sont d’une puissance de 20 ch. Elles sont conduites par un mécanicien anglais qui forme des mécaniciens français.
Les voitures de voyageurs comprennent des berlines (la no 1 construite à Paris par les ateliers de Saint-Chamond, la no 2 construite à Montpellier). Elles sont à trois caisses et transportent 30 personnes y compris la banquette d’impériale. Il existe également des diligences, à deux caisses, des diligences ouvertes (25 personnes) et des omnibus avec des sièges en bois (30 personnes), tous construits à Montpellier par le carrossier Servel et le serrurier Jeanjean.

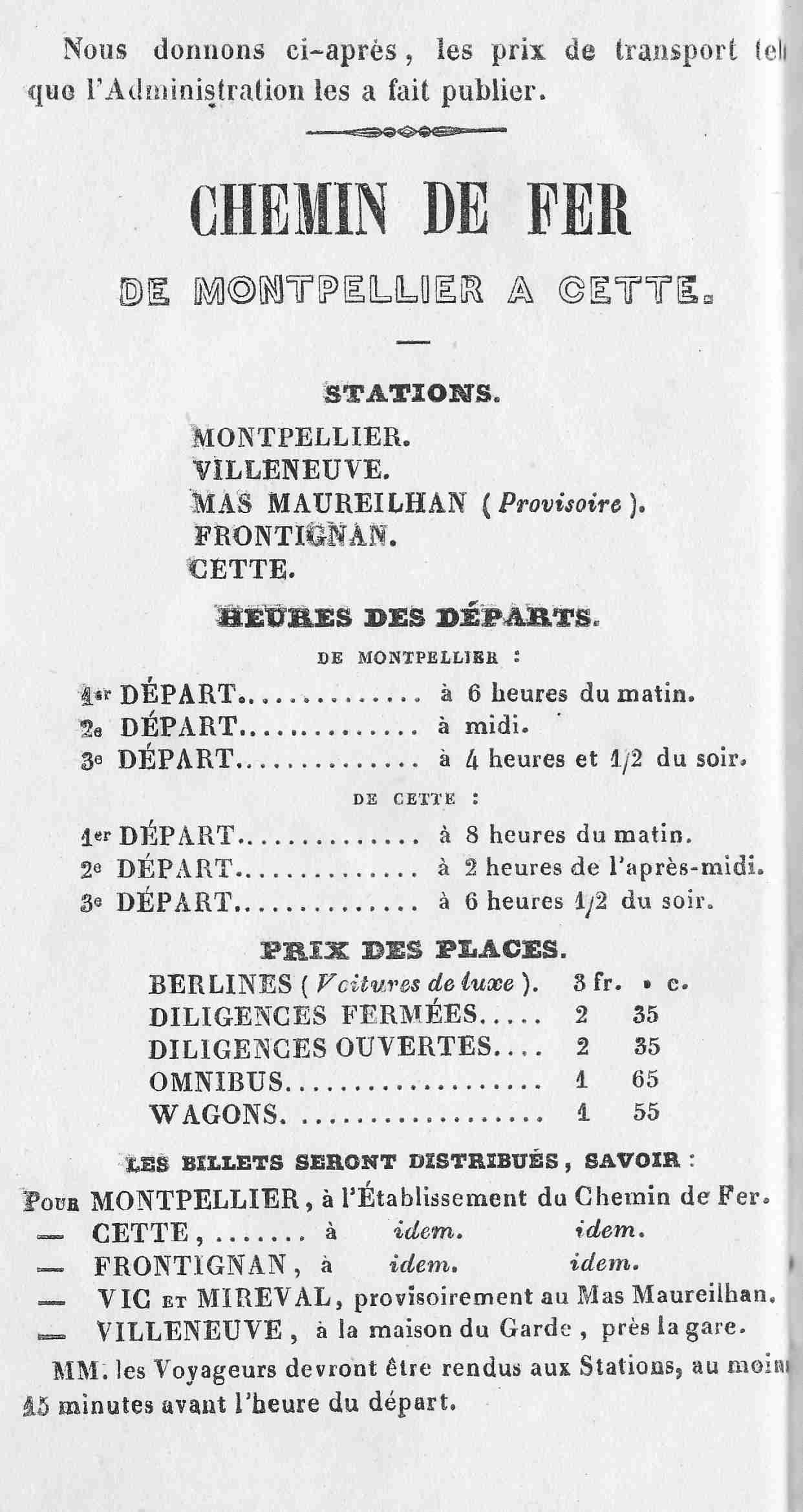
Horaire du chemin de fer Montpellier-Cette en 1839

Il semblerait que c'est sur ce chemin de fer que l'on construisit pour la première fois des voitures à impériale. « Les "inversables" créées et baptisées par Brunton, avec leur caisse surbaissée, étaient de véritables voitures à deux étages transportant 60 voyageurs, dont 40 au rez-de-chaussée à l'abri des courants d'air. ».
Au départ de la gare, on prend place dans les voitures au numéro du siège indiqué sur le billet que l’on remet au préposé de la compagnie. Un conducteur assis à l’impériale de la diligence en tête du convoi donne un son de cor auquel répond un autre conducteur placé en queue de convoi. Le train, composé de 15 à 20 voitures, peut partir.
Pour les marchandises, on utilise des wagons.
Outre le personnel de direction, des gares et des ateliers, la compagnie a engagé pour le service de surveillance sept gardes, dix chefs-cantonniers et dix aides-cantonniers. Les gardes logés dans des habitations le long de la voie, sont chargés de tenir fermées les barrières au croisement des routes lors du passage des trains et d’indiquer, par un mouvement du bras dans le sens du train, que la voie est libre. Dans le cas contraire, le garde s’avance au milieu de la voie et élève un pavillon pour avertir le guide placé en tête du convoi d’arrêter le train. Les gardes sont responsables de l’entretien de la voie sur l’étendue de leur canton. Les cantonniers ne disposent que d’une guérite sur la voie pour entreposer leurs outils.
Dès l’automne 1839, le service est interrompu consécutivement à de fortes intempéries qui ont miné la voie.
Le service marchandise est ouvert temporairement au début de l’année 1841 mais l’insuffisance de la puissance des locomotives oblige à la double traction des convois augmentant d’autant les dégradations sur la voie. Au surplus, les eaux calcaires accélèrent la corrosion de la chaudière des locomotives augmentant d’autant les frais d’exploitation.
Nombre de gares cessent d'être desservies ; celle de la plage précédant Sète est fermée, la gare de la Castelle est fermée en 1844, de même que celles du Rossignol et des Pielles condamnées après un accident entre deux trains survenus le 29 juillet 1844 causant la mort de trois personnes. Cet accident oblige la compagnie à remplacer les aiguillages.
Très rapidement l’exploitation oblige à pourvoir la voie d’un ballast, à remplacer les dés de pierre soutenant les rails par des traverses en chêne et à remplacer les rails eux-mêmes (20 kg/m) par d’autres plus lourds (33,5 kg/m). Toutefois la compagnie engage ces travaux d’amélioration au fur et à mesure qu’ils sont imposés par l’administration ou que l’exploitation en tire vraiment un avantage pécuniaire.
La compagnie transforme trois de ses cinq locomotives pour augmenter leur puissance en ajoutant un essieu moteur. Elle améliore aussi la suspension des voitures voyageurs. Enfin, pour répondre à une obligation de l’administration datée de 1846 demandant que des locomotives soient tenues prêtes à intervenir en cas de besoin sur la ligne, la compagnie acquiert deux vieilles locomotives construites en 1838.
L’exploitation s’effectue donc au moindre coût.
Cette volonté d’économie n’est pas sans conséquence entre les services mêmes de la compagnie qui s’opposent parfois en voulant faire prévaloir leurs propres vues.
La direction, garante de la sécurité et de la régularité de la ligne, est en butte avec le conseil d’administration, siégeant à Paris, peu enclin à engager de nouvelles dépenses pour satisfaire aux exigences d’une exploitation digne de ce nom. Le directeur de la compagnie en est réduit à gérer les difficultés expliquant ainsi le turn over incessant ; Pernel reste en fonction du début de l’année 1839 jusqu’à sa démission le 30 juin. Il est remplacé momentanément par Ad. De Prat, inspecteur du mouvement, et Ducret, inspecteur de la voie, jusqu’à l’installation à l’automne par le baron Mecklembourg de Tcherning (Danois d’origine) comme nouveau directeur. Il reste en place un peu plus d’un an jusqu’à son retour dans son pays, en octobre 1840. Ducret le remplace temporairement jusqu’à ce qu’il soit nommé directeur en octobre 1842. Il démissionne en 1844 et est remplacé par Wiskiewitz, inspecteur de la ligne. L’année suivante, A. Noblet le remplace pour deux ans jusqu’à ce qu’il soit démis de ses fonctions par le conseil d’administration indisposé par ses demandes pressantes d’amélioration de la voie pour assurer la sécurité des convois. À nouveau Wiskiewitz, associé au caissier May, le remplace provisoirement. Mais le conseil d’administration décide de se passer d’un directeur et charge un administrateur délégué d’assurer la direction de la ligne.
En définitive, « Il leur faut [les dirigeants] maîtriser un système pour lequel ils ne disposent d’aucune référence et dont l’imprévision des projets initiaux n’offre évidemment pas les clefs d’un fonctionnement satisfaisant. »

## Résultats financiers
Au moment de son lancement, dans un contexte économique défavorable, toutes les actions de la compagnie n’ont pas été souscrites. Pour y remédier, elle envisage de lancer un emprunt d’un montant de 370 000 F auquel répondent les banques montpelliéraines mais à des conditions telles que la compagnie y renonce obligeant le baron de Mecklembourg et le banquier Stern à avancer des capitaux sur leur propre fortune. Par suite, contrairement aux autres actionnaires qui ne recevront pas de dividende avant 1847, ils seront ainsi les seuls à retirer un profit, certes limité, de leur investissement initial.
Peu après son inauguration, deux administrateurs quittent successivement le conseil d’administration ; Alphonse Cornut de la Fontaine de Coincy puis le banquier Léo qui sont remplacés par Sauvage et Victor Chappuis.
En 1840, pour faire face aux dépenses d’amélioration, la compagnie émet un emprunt d’un million de francs à un taux élevé, correspondant à l’émission de 1 000 obligations de 1 250 F, qui provoque quatre ans plus tard de nouvelles pertes. Circonstance qui ne va pas sans provoquer une perplexité au sein des actionnaires et plus encore en 1847 lorsque la commission de surveillance (à laquelle siègent Ad. Marcuard, A. Dassier et Reinach) se désolidarise du conseil d’administration.
Pour autant, le trafic sur la ligne progresse de manière continue ; à partir de 1842, le résultat d’exploitation dégage un solde positif de 100 000 F jusqu’à atteindre 180 000 F en 1846 soit 6 % du capital émis.
Résultats de l'exploitation de 1839 à 1846 :
| (source : Dumond, page 132)  | 1839    | 1840    | 1841   | 1842    | 1843    | 1844    | 1845    | 1846    |
| ---------------------------- | ------- | ------- | ------ | ------- | ------- | ------- | ------- | ------- |
| Voyageurs                    | 86284   |         |        |         |         | 199 587 | 205 353 |         |
| Tonnes fret                  |         |         |        |         |         |         | 43 874  | 62 307  |
| Recettes                     | 131 259 |         |        |         |         |         | 536 377 | 631 257 |
| Compte des profits et pertes | -18 809 | -18 878 | 50 854 | 102 782 | 124 866 | 97 131  | 106 708 | 184 873 |

Pour l’année 1851, il est distribué un dividende de 36,50 F par action, répartit sur les exercices 1848, 1849 et 1850.
Le trafic suit les fluctuations commerciales locales et régionales ; la foire de Beaucaire apportant un surcroît momentané de transport. Le chemin de fer développe les circulations de voyageurs et de marchandises préexistantes. Il favorise de nouvelles circulations comme le service de voiture entre Pézenas et Sète. L’ouverture de la ligne Montpellier-Nîmes en 1845 et les aménagements portuaires de Sète accroissent le trafic.
Les horaires permettent aux montpelliérains et aux sétois de faire l’aller-retour dans la demi-journée.
Les canaux lui font cependant une concurrence l’obligeant à diminuer ses tarifs.
Malgré ces résultats commerciaux encourageants et l’absence de dividendes versés aux actionnaires jusqu’en 1847, l’exploitation de la ligne ne suffit pas à dégager les sommes nécessaires à sa reconstruction en vue d’une saine exploitation. Le coût de la reconstruction est estimé à trois millions de francs soit quasiment le coût de la construction initiale.

## Épilogue
Conçu à l’origine par des intérêts locaux qui n’arrivent cependant pas rassembler les capitaux nécessaires, le chemin de fer Montpellier-Sète sera repris par un groupe de financier parisien qui évincera progressivement les initiateurs d’origine.
Malgré cette déconvenue, les milieux d’affaires montpelliérains n’auront pas davantage de succès avec le chemin de fer Montpellier-Nîmes pour lequel ils se sont également investis mais qui leur échappera finalement au profit d’un groupe nîmois.
Construit à forfait, rapidement et au moindre coût par un entrepreneur privé, il ne pouvait soutenir la comparaison avec le chemin de fer Montpellier-Nîmes construit durant quatre ans par des ingénieurs de l’État selon les principes de « monumentalité » des Ponts & Chaussées. Malgré un trafic croissant, son exploitation déficiente, par manque de volonté des dirigeants de la compagnie, compromis ses résultats financiers. Sans doute paye-t-il là son tribut à la « science ferroviaire » encore balbutiante à cette époque.
Il marque également l’échec d’un capitalisme local dans les affaires de chemin de fer qui seront désormais réservées à la Haute banque parisienne.
Après la mise en service du Montpellier-Nîmes, le Montpellier-Sète apparaît comme son prolongement naturel au sein d’un réseau plus vaste en devenir dans le midi de la France sous la houlette de Paulin Talabot. Il sera absorbé en 1852 dans la compagnie du Lyon-Avignon, prélude au Lyon-Méditerranée.
La ligne fait aujourd’hui partie de la dorsale de la région Languedoc-Roussillon Tarascon - Sète qui se prolonge, au-delà, d'une part, vers Toulouse, via Carcassonne, et, d'autre part, vers Port-Bou.